# Manuel Pinto de Sousa Dantas Filho
Manuel Pinto de Sousa Dantas Filho (Salvador, 18 de outubro de 1852 — Paris, 26 de outubro de 1937) foi um diplomata e político brasileiro.
Foi presidente das províncias do Paraná, de 23 de abril de 1879 a 4 de agosto de 1880, e do Pará, de 27 de abril de 1881 a 4 de janeiro de 1882.
Foi diretor-geral do Tesouro Nacional de 1882 a 1890.
Após a proclamação da república, ingressou na carreira diplomática, servindo como cônsul do Brasil em Genebra, Lisboa e Antuérpia.
Foi pai do embaixador Luiz Martins de Souza Dantas.